# Tehuacán (El Salvador)
Tehuacán  ist ein archäologischer Fundplatz im Departamentos San Vicente in El Salvador.
Sie befindet sich 10 Kilometer südöstlich von Ciudad San Vicente.
Etwa einen halben Kilometer von der Straße, welche San Vicente mit Tecoluca verbindet, am Osthang des Chichontepec. Sie liegt 469 Meter über dem Meeresspiegel auf dem Gelände der ehemaligen Hacienda de Opico.
Das Terrain fällt leicht nach Süden ab.
Auf Nahuat bedeutet Tehuacan Stadt aus Steinen.
Die Ruinen bedecken eine Fläche von etwa 3 Quadratkilometern, und das Zeremonialzentrum umfasste etwa 1,5 Quadratkilometer und wird als El Valle del León de Piedra (Tal des steinernen Löwen) bezeichnet, da hier eine Steinplastik eines Pumas gefunden wurde. Der Canton heißt heute León de Piedra. Er wird durch den Río Frío im Norden, durch die Barranca la Cayetana Schlucht im Süden, den Quebrada Honda Bach im Westen und durch die Siedlung des Herrenhauses der Hacienda Opico im Osten begrenzt.
Die Stätte besteht aus eingeebneten rechteckigen Flächen, die Längsseiten verlaufen von Nord nach Süd, Treppen, welche durch 10 oder 12 niedrige Stein- und Stampflehmwände getrennt sind, welche als Festungen bezeichnet werden. Diese vermitteln vom Ensemble den Eindruck einer maßlose Ausdehnung. Die Planien verbinden Rampen. Im Zentrum befindet sich eine gut ausgerichtete Hauptplanie, welche von behauenen Steinen umschlossen ist. 
Die Einheimischen nennen diese Spuren La iglesia (Die Kirche), sie misst in Nord-Süd-Richtung 60 Meter und in Ost-West-Richtung 35 Meter.
Der Betrieb eines Friedhofs der Siedlung von León de Piedra hat teilweise die Spuren durch jüngere ersetzt. Im Süden befindet sich die große Pyramide von Tehuacán, deren Basisseiten in West-Ost-Richtung 65 Meter und in Nord-Süd-Richtung 40 Meter messen.
Sie besteht aus Stampflehm und behauenen Steinen und ist etwa 20 Meter hoch. In ihrer Umgebung befinden sich viele Hügel oder Hügelgräber.

## Untersuchungen
1882 wollten die beiden französischen Artillerieoffiziere, der Seismologe Conde Fernando de Montessus de Ballore und der Militärberater Joseph Albert Touflet, die Ruinen untersuchen, mussten aber davon Abstand nehmen, da die Indigenas des Dorfes Tecoluca sie nicht auf ihr Gebiet ließen.
John William Dawson bemerkte in seiner Geografía Elemental de la República del Salvador (París, 1890, p.54), dass nordöstlich von Tecoluca sich wichtige Ruinen der antiken Stadt Tehuacán befänden, die würdig wären, als geschichtliche Erinnerungen untersucht und geschützt zu werden.
Im April 1892 wurden die Ruinen der Stätte von Dr. Darío Gonzáles untersucht.
Er wurde dabei vom Eigentümer der Hacienda Opico Dr. Nicolás Angulo unterstützt, der Bäume und Büsche roden ließ.